# Двайр, Эрл
Эрл Дин Двайр (англ. Earl Dean Dwire; 3 октября 1883, Уокиган, Иллинойс — 16 января 1940, Панорама-Сити, Калифорния) — американский актёр, который снялся в более чем 150 фильмах между 1921 и 1940 годами. Известен в основном ролями антагонистов в вестернах с Джоном Уэйном.

## Биография
Эрл Двайр родился 3 октября 1883 года в городе Окигана, США. Был женат.
Двайр в течение трёх лет выступал на театральной сцене с труппами в Портленде и Сиэтле. В декабре 1912 года он присоединился к труппе Американского театра в Спокане, штат Вашингтон, и вскоре после этого был назначен менеджером компании (предыдущий менеджер ушёл в отставку).
В 1921 году он был артистом и директором театральной компании Wright Players.
Известный своим, почти пугающим, вытянутым лицом, Двайр снимался в основном в ролях злодеев в вестернах, в том числе во «Всадниках судьбы» (1933) с Джоном Уэйном — первом фильме о поющих ковбоях — и в «Тропе за гранью» (1934) с Уэйном, Ноа Бири-старшим и Ноа Бири-младшим. Ему особенно понравилось играть вместе с Джоном Уэйном и Габби Хейс в фильме «Граница беззакония» (1934). Он также появлялся в картинах с Бобом Стилом, таких как: «По прозвищу Джон-законник» и «Большой калибр» режиссёра Роберта Н. Брэдбери (1935) и «Обречённые на закате» Сэма Ньюфилда (1937).
Эрл Двайр умер 16 января 1940 года в Калифорнии, США, в возрасте 56 лет.

## Избранная фильмография
- Гнездо зимородка (1921) — Дэйв Батлер (работник бакалеи)
- Дуган из пустошей (1931) — Лэнг
- Монтана Кид (1931) — заместитель (в титрах не указан)
- Сын Оклахомы (1932) — Рэй Брент
- Закон Запада (1932) — Буч
- Бродвей в Шайенн (1932) — скотник
- Кинг-Конг (1933) — театральный зритель в Нью-Йорке (в титрах не указан)
- Всадники судьбы (1933) — Слип Морган
- Скачущий Ромео (1933) — Пит Мэннинг
- Предел беззакония (1934) — Пандро Занти
- Запад раскола (1934) — шериф
- Смоки Смит (1935) — шериф
- Общественная ошибка (1935) — мистер Мёртон
- Новый рубеж (1935) — Пэт Миллер (в титрах не указан)
- Всадник рассвета (1935) — Пот
- Всадник закона (1935) — «Бритва» Толливер
- Райский каньон (1935) — второй шериф (в титрах не указан)
- Большой калибр (1935) — шериф Гладстоуна
- Город-призрак (1936) — Джим Маккол
- Король Пекос (1936) — владелец ранчо
- Любимец Нью-Йорка (1937) — член совета директоров
- Ангелы с грязными лицами (1938) — священник
- Шериф, стреляющий шесть раз (1938) — Дикий Билл Голман
- Его девушка Пятница (1940) — Пит Дэвис
- Флэш Гордон покоряет Вселенную (1940) — Янда (телесериал)
- Король лесорубов (1940) — доктор Вэнс (последняя роль)